# Olga Fjodorowna Bergholz

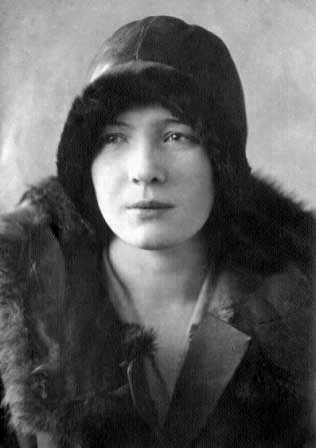
Olga Bergholz, 1930

Olga Fjodorowna Bergholz (russisch Ольга Фёдоровна Берггольц; * 3.jul. / 16. Mai 1910greg. in Sankt Petersburg; † 13. November 1975 in Leningrad) war eine russische Schriftstellerin.

## Lebenslauf

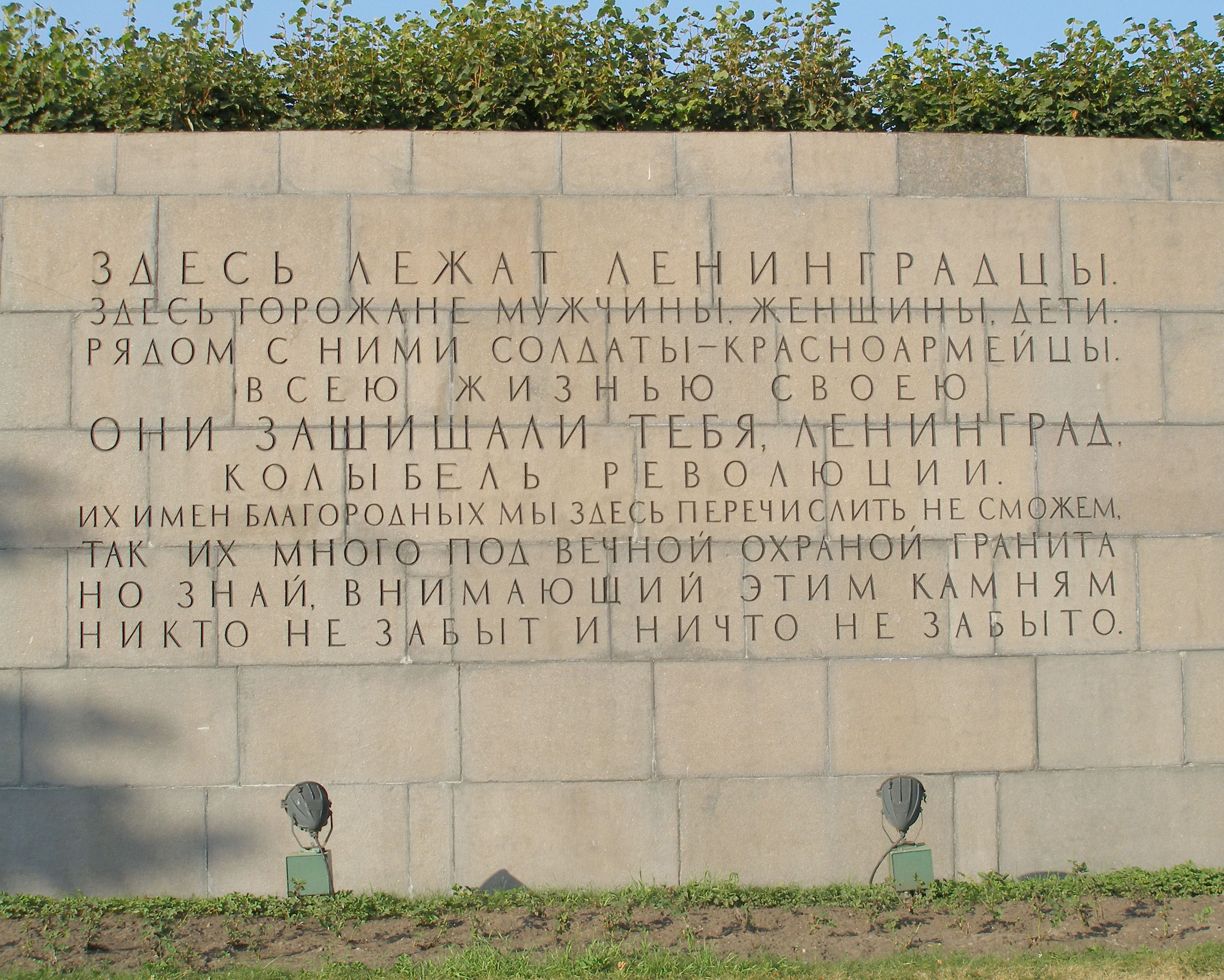
Gedicht von Olga Bergholz auf dem Piskarjowskoje-Gedenkfriedhof

Olga Bergholz war die Tochter eines Arztes deutscher Abstammung, der bei Nikolai Burdenko Chirurgie studiert hatte. Sie heiratete 1926 den Dichter Boris Kornilow (1907–1938) und hatte eine Tochter mit ihm. Nach dem Abschluss des Philologiestudiums an der Leningrader Universität arbeitete sie 1930 als Korrespondentin in Kasachstan, später wieder in ihrer Heimatstadt.
Ihre ersten Bücher Kak Wanja possorilsja s baranami (Wie sich Wanja mit den Hammeln zankte) von 1929 sowie Uglitsch von 1932 wandten sich hauptsächlich an Kinder und Jugendliche. Zu Beginn der 1930er Jahre folgten Skizzen und Erzählungen über den sozialistischen Aufbau: Gody schturma, 1932 (Jahre des Sturms), und (Notsch w Nowom mire), 1935 (Eine Nacht im Nowy mir).
Bekannt wurde Olga Bergholz durch ihre Lyrikbände. Während des Großen Terrors wurde sie verhaftet und aus der Partei ausgeschlossen, 1939 jedoch wieder freigelassen und 1940 rehabilitiert. Auch sie war, wie ihre Zeitgenossin Margarita Aliger, während des Zweiten Weltkrieges im belagerten Leningrad, wo sie aktiv an der Verteidigung der Stadt teilnahm und in ihren Poemen Fewralski dnewnik (Februartagebuch) von 1942, und Leningradskaja poema (Leningrader Poem), ebenfalls 1942 verfasst, den Zusammenhalt der unter schwierigen Bedingungen lebenden und kämpfenden Leidensgenossen mit den Frontsoldaten darstellt.
Weder Bombenangriffe noch Artilleriebeschuss hielten sie davon ab, während der 900-tägigen Einkesselung der Stadt ihre Stimme über den Rundfunk erklingen zu lassen. Ihre Rolle war es, den Überlebenden Mut zu machen und Kraft zu spenden. Diese Reden, die in viele ihrer Gedichte eingeflossen sind, wurden 1946 zu einem Band Goworit Leningrad (Hier spricht Leningrad) zusammengefasst. Das Buch wurde zu Beginn der 1950er Jahre in der UdSSR verboten, weil es nicht dem von Stalin verordneten Heldenepos entspricht. Viele Exemplare wurden während einer großen Säuberungsaktion der Zensurbehörde Glawlit in Leningrad eingezogen und vernichtet. Die abschließende Granitmauer auf dem Piskarjowskoje-Gedenkfriedhof enthält ein Gedicht von Bergholz zur Erinnerung an die Opfer der Leningrader Blockade.
Für das Versepos Perworossijsk (Первороссийск), in dem sie den Aufbau einer Sowjetkommune im Altai beschrieb, erhielt sie 1951 den Stalinpreis 3. Klasse. Nach der Tragödie in Versform Wernost (Treue) von 1954, die der Verteidigung Sewastopols gewidmet ist, veröffentlichte Olga Bergholz 1959 ihr lyrisches Tagebuch Dnewnyje swjosdy (im Deutschen unter dem Titel Tagessterne erschienen; 1966 von Igor Talankin verfilmt). Der zweite Teil des Tagebuchs konnte zu Lebzeiten nicht erscheinen, er wurde nach dem Tod der Dichterin im Nachlass beschlagnahmt und erschien auszugsweise 1990.

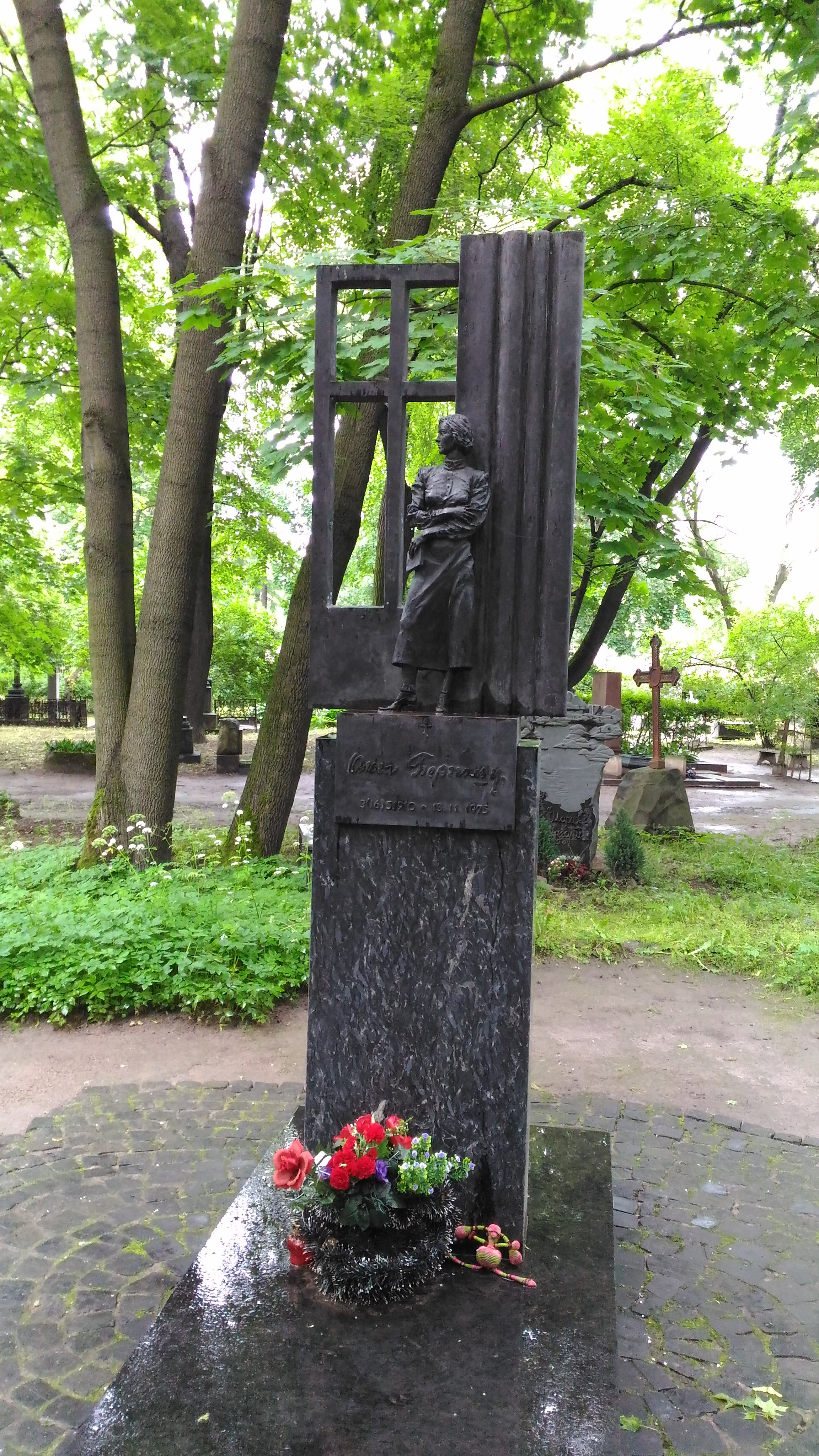
Grab von Olga Bergholz auf dem Wolkowo-Friedhof

In den letzten Lebensjahren schrieb Bergholz unter anderem Tagebücher, die erst posthum (1980 in Israel und 1989 in der Sowjetunion innerhalb einer Werkausgabe) veröffentlicht wurden. Beerdigt wurde Olga Bergholz auf dem Wolkowo-Friedhof in ihrer Heimatstadt.
Der Asteroid (3093) Bergholz wurde nach ihr benannt.

## Literarische Werke

### In deutscher Übersetzung
- Tagessterne, Verlag Kultur und Fortschritt 1963
- Olga Berggolz – Gedichte: 1928 – 1970, übers. und Vorwort von Christoph Ferber. Hrsg. und Nachwort von Holger Wendland. Edition Raute, Dresden 2015, ISBN 978-3-929693-76-8

### Sonstige Ausgaben (Auswahl)
- Vernost: stichi i poemy. Leningrad: Sovetskij pisatelʹ, 1970
- Pamjat: kniga stichov. Moskau: Sovremennik, 1972
- Poėmy. Leningrad: Lenizdat, 1974
- Sobranie sočinenij v trëch tomach. Leningrad: Izdat. Chudožestvennaja Literatura, 1989
- Dnevnye zvëzdy. Moskau: Izdat. Pravda, 1990
- Prošlogo – net!: Stichi, poėmy, iz rabočich tetradej. Moskau: Russkaja Kniga, 1999
- Leningradskaja Poema. Chudožestvennaja Literatura, Leningrad, 1976

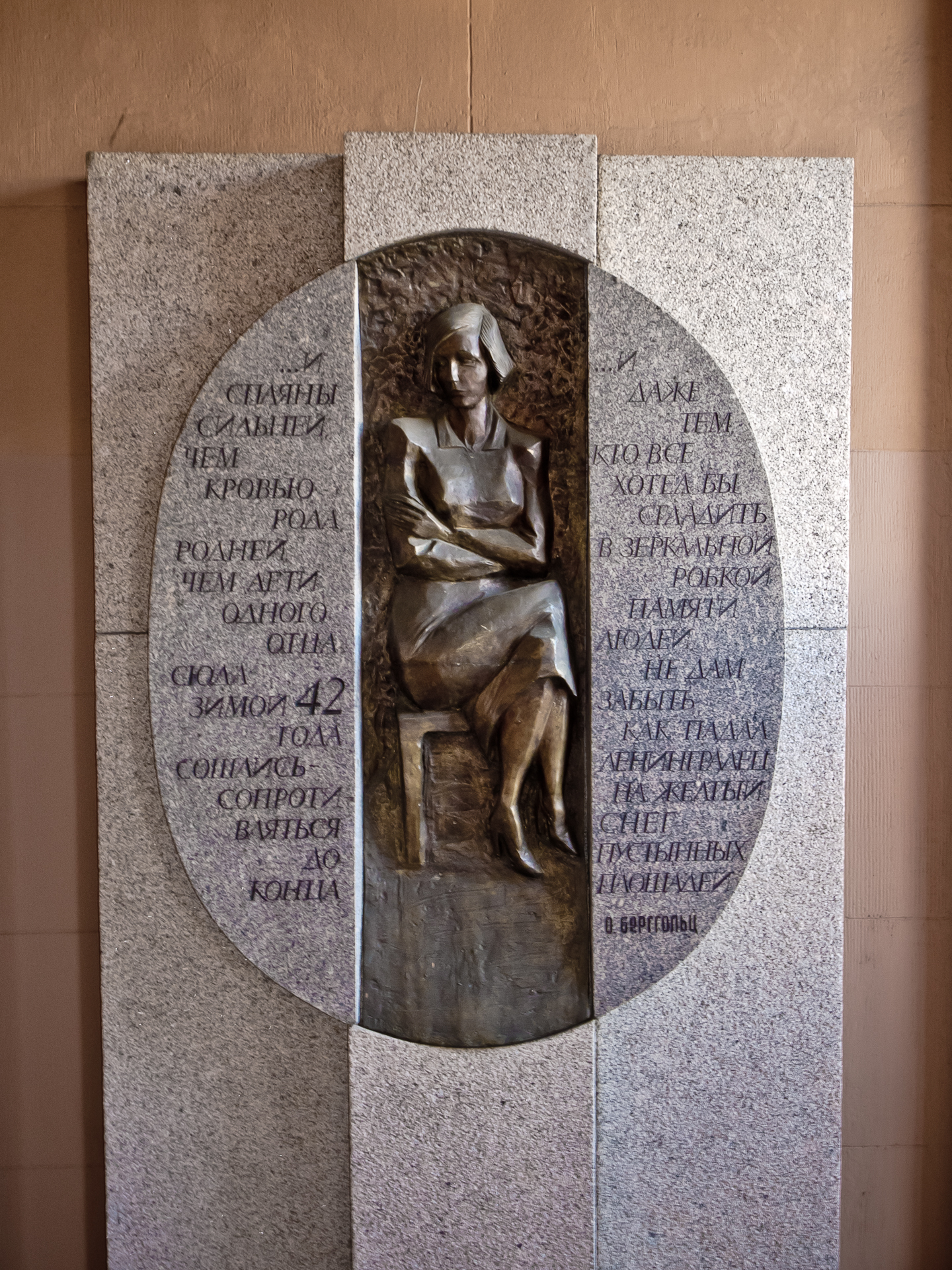
Gedenktafel am Haus des Radios in St. Petersburg

## Nachwirkungen
1966 wurde nach den Erinnerungen von Olga Bergholz der gleichnamige Film Dnewnyje swjosdy unter der Regie von Igor Talankin gedreht.
Der Deutschlandfunk produzierte 2020 ein 55-minütiges biografisches Radiofeature über sie von Anouschka Trocker und Marie Chartron.